# Francis Rossi

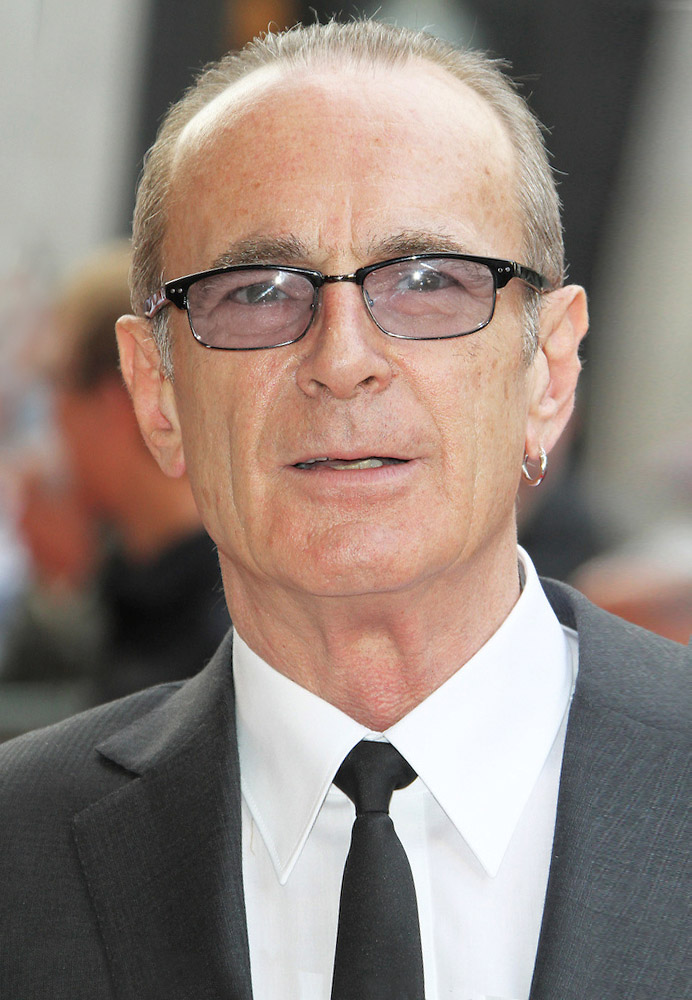
Francis Rossi (2013)

Francis Dominic Nicholas Michael Rossi OBE (* 29. Mai 1949 in London) ist ein britischer Komponist, Sänger und Gitarrist der Rockgruppe Status Quo. Anfang der 1970er Jahre benutzte er vorübergehend seinen weiteren Vornamen Michael, so dass er vereinzelt auf Veröffentlichungen von Status Quo als „Mike Rossi“ aufgeführt wurde.

## Leben
Rossi wurde als Sohn eines italienischen Eisverkäufers und einer irischen Mutter im Süden Londons geboren. Er ist das einzige noch übrige Gründungsmitglied der Popgruppe The Spectres, aus denen, als Rick Parfitt dazugestoßen war, die Band Status Quo entstand. Er zeichnet als Autor und Komponist für viele Status-Quo-Titel verantwortlich. Er komponierte auch den ersten Hit Pictures of Matchstick Men, mit dem Status Quo im Jahr 1968 einem größeren Publikum bekannt wurde. Später arbeitete er als Komponist für diese Band vorwiegend mit Bob Young oder Bernard Frost zusammen.

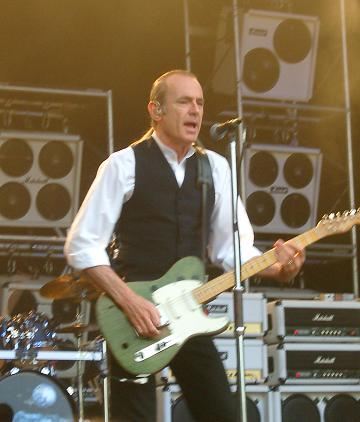
Francis Rossi (2005)

Mit Frost zusammen startete Rossi in den 1980er Jahren ein Soloprojekt, das relativ erfolglos Singleveröffentlichungen und ein unveröffentlichtes Album hervorbrachte. 1996 erschien sein erstes reguläres Soloalbum King Of The Doghouse, welches ihm einen Achtungserfolg in Europa einbrachte.
Neben seiner Arbeit mit Status Quo hat sich Francis Rossi auch als Produzent und Autor diverser Künstler einen Namen gemacht. So produzierte er Singles und Alben von Demis Roussos, Graham Bonnet, John Du Cann und Mickey Jupp. Seine Stimme verleiht Status Quo neben den Gitarren den typischen „Quo-Sound“. Sowohl Francis Rossi als auch Rick Parfitt spielen hauptsächlich Fender Telecaster.
Am 31. Dezember 2009 wurde Francis Rossi mit dem Verdienstorden Order of the British Empire ausgezeichnet, und zwar als Officer (OBE). Im Mai 2010 erschien sein zweites Soloalbum, One Step at a Time. Aus diesem Anlass ging er erstmals in seiner mehr als 40-jährigen Karriere auf Solotour, wobei ihn sein Sohn Nicholas auf der Bühne begleitete. Eine für Februar 2011 angekündigte Deutschland-Tournee wurde aus Termingründen abgesagt. Das Album Live at St. Luke’s, London mit 18 Titeln erschien am 14. März 2011 als CD, DVD und BluRay. Die Veröffentlichung, die während der Solotour entstand, enthält neben Stücken des vorhergehenden Soloalbums auch Lieder, die ursprünglich von Status Quo veröffentlicht wurden.
Der vom Rest der Band auch als GOMORR (The Grand Old Man Of Rock And Roll) bezeichnete Rossi hat acht Kinder und lebt mit seiner zweiten Frau Eileen im Londoner Stadtteil Croydon. Außerhalb seines musikalischen Schaffens ist er eher privat orientiert.

## Equipment/technische Ausstattung
Francis’ seit Jahrzehnten durchgängig gespielte Gitarre Nr. 1 ist die grüne Fender Telecaster, Modell 1957. Er kaufte sie für 70 £ im Jahr 1968. Über die Jahre wurde die Gitarre verändert, Bauteile von G&L wurden verwendet, um Sustain und Klang zu verbessern. Das Instrument hat heute drei Tonabnehmer in der Konfiguration einer Fender Stratocaster. Aufgespannt sind Saiten der Stärke .09.11.16.26w 34w 46w. Es kommt derzeit ein Marshall-Verstärker JCM 800 Lead Series zum Einsatz, manchmal ein JCM 900, angeschlossen an zwei Marshall-4×12″-8-Ohm-Lautsprecherboxen. Als Effekt verwendet Rossi das Roland GP8, welches das Gitarrensignal an den Verstärker anhebt. Hierin sind fünf verschiedene Übersteuerungen programmiert sowie ein weiteres Programm mit einer leichten Signalverdopplung und etwas Echo. Zwischen dem Verstärkerausgang und den Lautsprechereingängen sind „Palmer Speaker Simulater“ installiert, deren Ausgänge wiederum gemischt mit dem Sound der Marshallboxen und eines Vox AC30 das Klangergebnis liefern. Der erstmals von Vox in den sechziger Jahren hergestellte legendäre Combo-Verstärker ist auf der Bühne nicht sichtbar, er steht hinter den Marshalls.
Zur Signalübertragung der Gitarre und als In-Ear-Monitoring benutzt Francis Rossi Produkte von Samson. Die Gitarre wurde 2019 bei einer Auktion für £ 118.812,50 verkauft.

## Diskografie

### Studioalben
- 1996: King of the Doghouse
- 2010: One Step at a Time
- 2019: We Talk Too Much (mit Hannah Rickard)
- 2025: The Way We Were, Vol. 1

### Singles
- 1985: Modern Romance (mit Bernard Frost)
- 1985: Jealousy (mit Bernard Frost)
- 1996: Give Myself to Love

## Schriften
- Rick Parfitt, Francis Rossi und Mick Wall: Die Status Quo Autobiografie. Hannibal Verlag, Höfen 2011, ISBN 978-3-85445-365-9 (Originalausgabe: XS All Areas: The Status Quo Autobiograhpy).
- Francis Rossi, Rick Parfitt: Just For The Record. Bantam Press, 1994, ISBN 0-593-03546-1.
- Francis Rossi, Rick Parfitt, Mick Wall: Status Quo. XS All Areas. Sidgwick & Jackson, 2004, ISBN 0-283-07375-6 (Taschenbuch: Macmillan Publishers Ltd, 2005, ISBN 0-330-41962-5).
- Francis Rossi, Rick Parfitt, Bob Young: „Status Quo“: The Official 40th Anniversary Edition. Cassell Illustrated, 2006, ISBN 978-1-84403-562-5.

## Belege
1. ↑  The London Gazette, Supplement No.59282, page 11 vom 31. Dezember 2009
2. ↑  Francis Rossi. Abgerufen am 30. Dezember 2021 (amerikanisches Englisch).
3. 1 2 3  Status Quo - The Official Site - Band Members. Archiviert vom Original (nicht mehr online verfügbar) am 28. April 2017; abgerufen am 30. Dezember 2021.  Info: Der Archivlink wurde automatisch eingesetzt und noch nicht geprüft. Bitte prüfe Original- und Archivlink gemäß Anleitung und entferne dann diesen Hinweis.
4. ↑  Bonhams : Status Quo Francis Rossi's legendary green Fender Telecaster guitar, late 1965,. Abgerufen am 21. März 2024 (englisch).
5. 1 2  Chartquellen: DE AT CH UK

| Personendaten    | Personendaten                                                        |
| ---------------- | -------------------------------------------------------------------- |
| NAME             | Rossi, Francis                                                       |
| ALTERNATIVNAMEN  | Rossi, Francis Michael Nicholas Dominic                              |
| KURZBESCHREIBUNG | britischer Komponist, Sänger und Gitarrist der Rockgruppe Status Quo |
| GEBURTSDATUM     | 29. Mai 1949                                                         |
| GEBURTSORT       | London                                                               |